# Topolino e il mostro bianco
Topolino e il mostro bianco (The Mighty Whale Hunter), anche conosciuta in Italia come Topolino cacciatore di balene, è una storia a fumetti della Walt Disney realizzata da Floyd Gottfredson (soggetto e disegni), Merrill De Maris (sceneggiatura), Bill Wright e Ted Thwaites (ripasso a china), pubblicata in strisce giornaliere sui quotidiani statunitensi dal 7 febbraio al 1º luglio 1938. In Italia è stata pubblicata per la prima volta sui numeri dal 327 al 337 di Topolino giornale, in un periodo compreso tra il 30 marzo e il 8 giugno 1939.

## La storia
Topolino e Pippo decidono di imbarcarsi sulla nave "Narciso" per dare la caccia ad una grande balena bianca che sta impedendo la pesca, e su cui è stata posta una taglia importante. Anche Gambadilegno tenta di riscuotere la stessa taglia. Tuttavia, con la sua astuzia, Topolino riuscirà a salvare la situazione, liberando la zona di pesca e riscuotendo così la taglia, ma risparmiando la vita della balena.